# Hirschhorn (Neckar)
Hirschhorn település Németországban, Hessen tartományban. Lakosainak száma 3473 fő (2023. december 31.).

## Népesség
A település népességének változása:
| Lakosok száma | 3465 | 3460 | 3382 | 3449 | 3473 |
|               | 2017 | 2019 | 2021 | 2022 | 2023 |